# Världsmästerskapen i landsvägscykling 2017
Världsmästerskapen i landsvägscykling 2017 avgjordes i Bergen, Norge under perioden 17–24 september, 2017. Detta var den 90:e upplagan av världsmästerskapen i landsvägscykling.

## Medaljsummering

### Elittävlingar
| Damer        | Guld | Guld     | Silver | Silver | Brons | Brons  |
| Linjelopp    | Chantal Blaak · Nederländerna | 4:06.30  | Katrin Garfoot · Australien | +28    | Amalie Dideriksen · Danmark | +28    |
| Tempolopp    | Annemiek van Vleuten · Nederländerna | 28.50,35 | Anna van der Breggen · Nederländerna | +12,16 | Katrin Garfoot · Australien | +18,93 |
| Lagtempolopp | Team Sunweb Lucinda Brand (NED) · Leah Kirchmann (CAN) · Floortje Mackaij (NED) · Coryn Rivera (USA) · Sabrina Stultiens (NED) · Ellen van Dijk (NED) | 55.41,63 | Boels–Dolmans Chantal Blaak (NED) · Karol-Ann Canuel (CAN) · Megan Guarnier (USA) · Christine Majerus (LUX) · Amy Pieters (NED) · Anna van der Breggen (NED) | +12,43 | Cervélo–Bigla Pro Cycling Stephanie Gaumnitz (GER) · Lisa Klein (GER) · Clara Koppenburg (GER) · Lotta Lepistö (FIN) · Cecilie Uttrup Ludwig (DEN) · Ashleigh Moolman (RSA) | +28,03 |

| Herrar       | Guld | Guld     | Silver | Silver | Brons | Brons    |
| Linjelopp    | Peter Sagan · Slovakien | 6:28.11  | Alexander Kristoff · Norge | +0     | Michael Matthews · Australien | +0       |
| Tempolopp    | Tom Dumoulin · Nederländerna | 44.41,00 | Primož Roglič · Slovenien | +57,79 | Chris Froome · Storbritannien | +1.21,25 |
| Lagtempolopp | Team Sunweb Tom Dumoulin (NED) · Lennard Kämna (GER) · Wilco Kelderman (NED) · Søren Kragh Andersen (DEN) · Michael Matthews (AUS) · Sam Oomen (NED) | 47.50,42 | BMC Racing Team Rohan Dennis (AUS) · Silvan Dillier (SUI) · Stefan Küng (SUI) · Daniel Oss (ITA) · Miles Scotson (AUS) · Tejay van Garderen (USA) | +8,29  | Team Sky Owain Doull (GBR) · Chris Froome (GBR) · Vasil Kiryjenka (BLR) · Michał Kwiatkowski (POL) · Gianni Moscon (ITA) · Geraint Thomas (GBR) | +22,35   |

### U-23-tävlingar
| Herrar    | Guld                         | Guld     | Silver                   | Silver   | Brons                          | Brons    |
| Linjelopp | Benoît Cosnefroy · Frankrike | 4:48.23  | Lennard Kämna · Tyskland | +0       | Michael Carbel · Danmark       | +3       |
| Tempolopp | Mikkel Bjerg · Danmark       | 47.06,48 | Brandon McNulty · USA    | +1.05,92 | Corentin Ermenault · Frankrike | +1.16,65 |

### Juniortävlingar
| Damjunior | Guld                    | Guld     | Silver                    | Silver | Brons                           | Brons  |
| Linjelopp | Elena Pirrone · Italien | 2:06.17  | Emma Jørgensen · Danmark  | +12    | Letizia Paternoster · Italien   | +12    |
| Tempolopp | Elena Pirrone · Italien | 23.19,72 | Alessia Vigilia · Italien | +6,38  | Madeleine Fasnacht · Australien | +42,32 |

| Herrjunior | Guld                         | Guld     | Silver                   | Silver | Brons                     | Brons  |
| Linjelopp  | Julius Johansen · Danmark    | 3:10.48  | Luca Rastelli · Italien  | + 51   | Michele Gazzoli · Italien | + 51   |
| Tempolopp  | Tom Pidcock · Storbritannien | 28.02,15 | Antonio Puppio · Italien | +11,92 | Filip Maciejuk · Polen    | +13,29 |

### Medaljfördelning
| Pl.    | Nation         | Guld | Silver | Brons | Totalt |
| ------ | -------------- | ---- | ------ | ----- | ------ |
| 1      | Nederländerna  | 4    | 2      | 0     | 6      |
| 2      | Italien        | 2    | 3      | 2     | 7      |
| 3      | Danmark        | 2    | 1      | 2     | 5      |
| 4      | Tyskland       | 1    | 1      | 1     | 3      |
| 5      | Storbritannien | 1    | 0      | 2     | 3      |
| 6      | Frankrike      | 1    | 0      | 1     | 2      |
| 7      | Slovakien      | 1    | 0      | 0     | 1      |
| 8      | USA            | 0    | 2      | 0     | 2      |
| 9      | Australien     | 0    | 1      | 3     | 4      |
| 10     | Norge          | 0    | 1      | 0     | 1      |
| 10     | Slovenien      | 0    | 1      | 0     | 1      |
| 12     | Polen          | 0    | 0      | 1     | 1      |
| Totalt | Totalt         | 12   | 12     | 12    | 36     |